# Università degli Studi Suor Orsola Benincasa
Die Universität „Suor Orsola Benincasa“ (italienisch: Università degli Studi Suor Orsola Benincasa - Napoli) ist eine Privatuniversität mit Sitz in einer Klosteranlage in Neapel. Namensgeberin ist die Ordensfrau Orsola Benincasa.
Die Hochschule wurde 1895 gegründet; 2004 erfolgte die Anerkennung als Universität.

## Fakultäten
- Erziehungswissenschaften
- Rechtswissenschaften
- Literaturwissenschaften
- Wirtschaftswissenschaften
- Archäologie
- Kunstgeschichte
- Psychologie
- Sozialwissenschaften